# Список терактов Аль-Каиды
Список терактов Аль-Каиды
| Дата                         | Место                      | Погибли           | Пострадали | Подробное описание | Примечания        |
| ---------------------------- | -------------------------- | ----------------- | ---------- | --- | ----------------- |
| 29 декабря 1992              | Аден, Йемен                | 2                 | 7          | В гостинице был организован взрыв, направленный против американских солдат, расквартированных в отеле. |                   |
| 26 февраля 1993              | Нью-Йорк, США              | 6                 | 1042       | Взрыв в подземном гараже в здании отеля около Всемирного торгового центра в Нью-Йорке. |                   |
| 3 и 4 октября 1993 года      | Могадишо, Сомали           | 18                | 74-84      | Сторонники Аль-Каиды участвовали в сражении с американскими солдатами, находившимися в Сомали в рамках миротворческой операции «Продолжение надежды». | [ 1 ]             |
| 26 июня 1995                 | Аддис-Абеба,Эфиопия        | 4                 | 4          | Покушение на египетского президента Хосни Мубарака, в причастности к которому подозревается Бен Ладен. |                   |
| 13 ноября 1995               | Эр-Рияд, Саудовская Аравия | 7                 | 60         | Взрыв в здании учебного центра национальной гвардии. Центр, в котором американские инструкторы занимались подготовкой саудовских офицеров, разрушен. |                   |
| 25 июня 1996                 | Дахран, Саудовская Аравия  | 19                | ок. 400    | Мощная бомба, заложенная в автомобиле, разрушила жилой комплекс для американских военнослужащих. |                   |
| 7 августа 1998               | Дар-эс-Салам, Танзания     | 10                | 77         | Около американского посольства произошёл взрыв автомобиля, начинённого взрывчаткой. Как предполагается, два террориста, осуществившие теракт, принадлежали к организации Бен Ладена. |                   |
| 7 августа 1998               | Найроби, Кения             | 254               | ок. 5000   | Произошёл взрыв под американским посольством. Также была использована машина, начинённая взрывчаткой, которая взорвалась у заднего входа в посольство. В результате взрыва пятиэтажное здание рухнуло. Семеро террористов, участвовавших в атаке, являлись членами организации Бен Ладена. Предполагают, что оба теракта были разработаны одним из ближайших сподвижников Бен Ладена — Айманом аз-Завахири. |                   |
| 12 октября 2000              | Аден, Йемен                | 15                | 33         | В порту американский военный корабль «Коул» подвергся террористической атаке. В 12:15 по местному времени небольшая лодка, начинённая взрывчаткой и управляемая, судя по свидетельствам очевидцев, двумя людьми, на большой скорости врезалась в середину корпуса «Коула». Хотя ответственность не взяла на себя ни одна из террористических организаций, американские спецслужбы располагают данными о том, что акция была спланирована и профинансирована Аль-Каидой. Как заявляют спецслужбы, атака была тщательно разработана. На пути в Персидский залив — для усиления там морской блокады Ирака — «Коул» остановился в аденском порту для дозаправки, которая должна была продлиться от четырёх до шести часов. Сведениями о заходе «Коула» в порт располагало только ограниченное число йеменских высших должностных лиц. |                   |
| 9 сентября 2001              | Тахар, Афганистан          | 1                 | 0          | Убийство афганского полевого командира Ахмад Шах Масуда. |                   |
| 11 сентября 2001             | Нью-Йорк, США              | 2996              | ок. 6300   | Захваченные террористами «Боинги» врезались в башни Всемирного Торгового Центра в Нью-Йорке и в крыло здания Пентагона в Вашингтоне. По официальной версии, ответственность за эти атаки лежит на «Аль-Каиде». | [ 2 ]             |
| 22 декабря 2001              | над Атлантическим океаном  | 0                 | 1          | Попытка взрыва Boeing 767 над Атлантикой. Никто из находившихся на борту самолёта 197 человек не погиб. |                   |
| 11 апреля 2002               | Джерба, Тунис              | 20                | 30+        | Взрыв синагоги на Джербе. | [ 3 ]             |
| 6 октября 2002 года          | Аденский залив             | 1                 | 12         | Заминированный катер-камикадзе протаранил нефтяной танкер «Лимбург» и взорвался. | [ 4 ]             |
| 15 ноября 2003               | Стамбул, Турция            | 25                | 300        | С помощью заминированных автомобилей, которые вели смертники, были осуществлены взрывы возле двух синагог в Стамбуле. | [ 5 ] [ 6 ] [ 7 ] |
| 11 марта 2004                | Мадрид, Испания            | 193               | 2050       | Взрывы четырёх поездов. | [ 8 ]             |
| 7 июля 2005                  | Лондон, Великобритания     | 56                | ок. 700    | Серия террористических актов в лондонском метро. | [ 9 ]             |
| 9 ноября 2005                | Амман, Иордания            | 67                | 295        | Серия взрывов в Аммане. | [ 10 ]            |
| 16 января-19 января 2013     | Ин-Аменас, Алжир           | 38+29 террористов | н.д.       | Захват заложников в Ин-Аменас. |                   |
| 21 сентября-23 сентября 2013 | Найроби, Кения             | 73                | 175        | Теракт в торговом центре Найроби. | [ 11 ]            |
| 7 января 2015                | Париж, Франция             | 12                | 11         | Теракт в офисе редакции французского сатирического еженедельника Charlie Hebdo. |                   |
| 20 ноября 2015               | Бамако, Мали               | 21                | 7          | Захват заложников в Бамако. | [ 11 ]            |
| 15—16 января 2016            | Буркина-Фасо, Уагадугу     | 28                | 33+        | Теракты в Уагадугу. |                   |